# Oddział oficerski pułkownika Simanowskiego
Oddział oficerski pułkownika Simanowskiego (ros. Офицерский отряд полковника Симановского) – jeden z pierwszych oddziałów wojskowych Armii Ochotniczej podczas wojny domowej w Rosji.
Został sformowany w grudniu 1917 r. w Rostowie nad Donem. Składał się z czterech kompanii oficerów-ochotników. Na jego czele stanął płk Wasilij Ł. Simanowski. W styczniu i na pocz. lutego 1918 r. oddział uczestniczył w walkach z wojskami bolszewickimi w rejonie Taganrogu, osłaniając odwrót z miasta oddziału pułkownika Kutiepowa. Po rozpoczęciu przez Armię Ochotniczą 1 Kubańskiego (Lodowego) Marszu podczas reorganizacji 11–13 lutego w stanicy Oglinskaja oddział został włączony do Korniłowskiego Pułku Uderzeniowego jako 3 batalion oficerski. Pułkownik W.Ł. Simanowski pozostał jego dowódcą.